# Облицювальний камінь у Тернопільській області
Облицювальний камінь у Тернопільській області — гірські породи, що використовують для декору будівель та їх захисту від руйнівного впливу зовнішнього середовища.
Цінні властивості — високі фізико-механічні показники, погодостійкість, довговічність і декоративність (колір, рисунок, структура, відбивна здатність породи після полірування). Таким вимогам певною мірою відповідають червоні та сірі пісковики дністровської серії нижнього девону, неогенні гіпси та четвертинні травертини.
Пісковики добре відслонюються у Подністров'ї та в долинах лівих приток р. Дністер. Породи здебільшого червоні, рідше — сіруваті, дрібно- та середньозернисті, міцні кварцоподібні, слюдисті. Придатні для зовн. облицювання будівель, виготовлення пам'ятників, постаментів, тротуар. плит, бордюрів тощо. Розроблено два балансових родовища пісковику: Буданівське (4,7 млн м3) і Застіноцьке (1,6 млн м3) Теребовлянського району.
В області відомі три невеликі родовища травертинів: Кривченське (Борщівський район), Порохова і Рукомиш (Бучацький район) із загальними запасами 29 тис. м³, а також поблизу сіл Сокілець і Переволока (Бучацький район), Литячі і Нагоряни (Заліщицький район). Травертини жовтувато-коричневі, сірувато-жовті, місцями кавернозні. Розроблене лише Кривченське родовище. Підготовлене до експлуатації Тростянецьке (Монастириського району) родовище гіпсу із розвіданими запасами 843 тис. м³. Гіпси у родовищі придатні для виробництва стандарт. блоків, облицюв. плит, алебастру, худож. виробів тощо.